# Moviment d'Esplais del Vallès
El Moviment d'Esplais del Vallès (MEV) és una coordinadora d'esplais arrelats al territori que abasta les comarques del Vallès Occidental i del Vallès Oriental. Actualment engloba unes 37 entitats. Compta amb una escola de formació pròpia l'Aula d'Esplai del Vallès.
El MEV s'inicia l'any 1996, arran de les necessitats dels esplais del Vallès d'associar-se en un projecte més gran. Paral·lelament a la seva creació s'inicia el projecte conjunt amb Movibaix que resulta de la creació de la Federació Catalana de l'Esplai.

## Entitats vinculades[calcitació]
Actualment les entitats vinculades al MEV són les següents:
- Ass. Juvenil Esplai Tuareg
- C.A.E. La Llar del Vent
- C.E. 100 Bambes
- C.E. Ca N'Aurell
- C.E. Can Pantiquet
- Col·lectiu d'Esplais als Barris
- C.E. Dijoc
- C.E. El Cu-cut
- C.E. El Refugi
- C.E. El Tabal
- C.E. Els Gats de Torre-Romeu
- C.E. Els Globus
- C.I.J Esplaia't
- C.E. Espigopi
- G.E. Foc de Camp
- C.E. Foc Nou
- C.E. Grup de Polinya
- Esplai Kumbarrauxa
- G.E. L'Esparver
- Grup d'esplai Espurna
- Centre d'Esplai La Canya|C.E. La Canya
- G.E. La Baldufa
- C.E. La Fàbrica de Can Tusell
- G.E. La Ganyota
- C.E. La Gresca
- Casal Jove la Gresca
- G.E. La Masia de Sabadell
- C.E. La Rutlla
- C.E. La Trepa
- C.E. Lladó
- Grup d'Educació en el lleure Pandora
- C.E. Quatre Vents
- C.E. Panda
- G.E. Sargantana
- C.E. Tremola
- C.E. Tum Tum
- G.E. Xivarri

Històricament, també hi han estat vinculades les següents entitats:
- C.E. Els Patufets
- Esplai Pica Pins